# Estadio Pocitos
Estadio Pocitos – wielofunkcyjny stadion w Montevideo, dziś już nieistniejący. Jedna z trzech aren premierowych mistrzostw świata w piłce nożnej (1930).
Estadio Pocitos znajdował się w dzielnicy o tej samej nazwie. W latach 1921–1933 na tym stadione swe mecze rozgrywał klub piłkarski Peñarol. Podczas MŚ 30 na obiekcie odbyły się dwa spotkania: Francja – Meksyk (4:1) oraz Rumunia – Peru (3:1). W pierwszym z tych spotkań Francuz Lucien Laurent zdobył historyczną, premierową bramkę mistrzostw.
W latach 30. Peñarol przeniósł się na Estadio Centenario. Estadio Pocitos wyburzono w 1940.